# Казахский уезд
Каза́хский уезд (азерб. ﻗﺎﺯﺍﺥ	ﻗﻀﺎﺳﻰ, арм. Ղազախի գաւառ) — административная единица в составе Елизаветпольской губернии. Административный центр — селение Казах.
В настоящее время территория уезда входит в состав Азербайджана и Армении.

## История
Уезд образован в 1867 году в составе Елизаветпольской губернии.
В 1920 году уезд был по национальному признаку разделён между Азербайджанской и Армянской ССР.

## Население
Согласно ЭСБЕ население уезда в 1893 году составляло 85 050 чел.
По данным первой всеобщей переписи населения Российской империи 1897 г. в уезде проживало 112 074 чел. (480 012 мужчин и 398 403 женщины), в том числе в селении Казах — 1769 чел.
По переписи 1926 года население уезда составляло 121 255 чел.

### Национальный состав
| Год  | Всего   | Татары (азербайджанцы) | Армяне           | Великорусы (русские), малорусы (украинцы), белорусы | Грузины      | Греки        | Курды и езиды | Поляки      | Немцы       | Персы       | Евреи       | Аваро-андийские народы | Молдаване и румыны | Лезгинские народы | Литовцы     | Таты        | Остальные   |
| ---- | ------- | ---------------------- | ---------------- | --------------------------------------------------- | ------------ | ------------ | ------------- | ----------- | ----------- | ----------- | ----------- | ---------------------- | ------------------ | ----------------- | ----------- | ----------- | ----------- |
| 1893 | 85 050  | 48 479 (57 %)          | 33 170 (39 %)    | 1701 (2 %)                                          | ---          |              | ---           | ---         | ---         | ---         | ---         | ---                    | ---                | ---               | ---         | ---         | ---         |
| 1897 | 112 074 | 64 101 (57,20 %)       | 43 555 (38,86 %) | 3 444 (3,07 %)                                      | 425 (0,38 %) | 178 (0,16 %) | 137 (0,12 %)  | 70 (0,06 %) | 43 (0,04 %) | 34 (0,03 %) | 11 (0,01 %) | 9 (0,01 %)             | 7 (0,01 %)         | 4 <0,01 %)        | 4 (<0,01 %) | 1 (<0,01 %) | 61 (0,05 %) |

## Административное деление

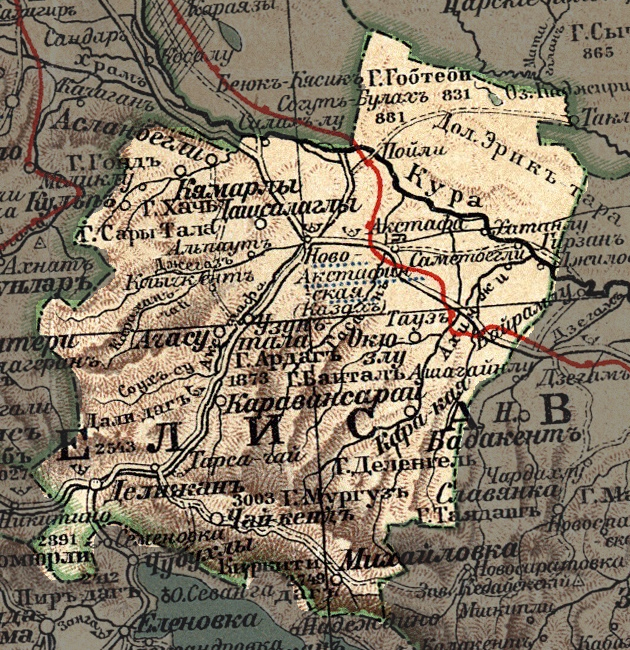
Казахский уезд

В 1913 году в уезд входило 37 сельских правлений:
| - Агкегнакское — с. Агкегнак, - Азаплинское — с. Джирдахан, - Аксибаринское — с. Аксибара, - Алпаутское — с. Алпаут, - Ачасуйское — с. Ачасу, - Баранинское — с. Барана, - Башкендское — с. Башкенд, - Бозанганлинское — с. Бозанганлы, - Геогджалинское — с. Геогджалы, - Даш-Селангинское — с. Даш-Селаглы, | - Дюз-Кишлагское — с. Дюз-Кишлаг, - Каймахлинское — с. Асланбеклы, - Караван-Сарайское — с. Караван-Сарай, - Карадашское — с. Карадаш, - Караханлинское — с. Кадирлы, - Коткендское — с. Коткенд, - Кошкотанское — с. Кошкотан, - Крахкесаманское — с. Крахкесаман-Нижний, - Кулалинское — с. Кулалы, | - Кущинское — с. Кущи, - Михайловское — с. Михайловка, - Ново-Делижанское — с. Делижан-Новый, - Оксюзлинское — с. Оксюзлы, - Пирилинское — с. Пирилы, - Полад-Айрумское — с. Полад-Айрум, - Пойлинское — с. Пойлы, - Салаглинское — с. Нижние Салаглы, - Старо-Делижанское — с. Делижан Старый, | - Татликендское — с. Татликенд, - Татлинское — с. Татлы, - Тоузкалинское — с. Тоузкала, - Узунтальское — с. Узунтала, - Ханухлярское — с. Беюк-Ханухлар, - Шахтарское — с. Шахтарак, - Чайлинское — с. Чайлы, - Шиших-Айрумское — с. Шиших Айрум, - Шихилинское — с. Шихлы. |

## Населённые пункты
Крупнейшие населённые пункты уезда (население, 1908 год)
| №  | Населённые пункты   | Население, всего | в т.ч. Русские | в т.ч. Армяне | в т.ч. Азербайджанцы |
| -- | ------------------- | ---------------- | -------------- | ------------- | -------------------- |
| 1  | Ачасу               | 2739             | 0              | 2739          | 0                    |
| 2  | Базангалы           | 2284             | 0              | 0             | 2284                 |
| 3  | Барана              | 2614             | 0              | 2614          | 0                    |
| 4  | Башкенд             | 2687             | 0              | 2687          | 0                    |
| 5  | Гелькенд            | 1555             | 0              | 0             | 1555                 |
| 6  | Геокдалаклы         | 1985             | 0              | 0             | 1985                 |
| 7  | Дагкесаман          | 2150             | 0              | 0             | 2150                 |
| 8  | Джархач             | 1550             | 0              | 1550          | 0                    |
| 9  | Казах               | 1732             | 246            | 785           | 588                  |
| 10 | Калача              | 2532             | 0              | 2532          | 0                    |
| 11 | Каравансарай        | 3074             | 0              | 3074          | 0                    |
| 12 | Карадаш             | 3480             | 0              | 3480          | 0                    |
| 13 | Караханлы           | 1517             | 0              | 0             | 1517                 |
| 14 | Коткенд             | 2652             | 0              | 2652          | 0                    |
| 15 | Кошкотан            | 1615             | 0              | 1615          | 0                    |
| 16 | Крагкесаман верхнее | 1833             | 0              | 0             | 1833                 |
| 17 | Крагкесаман нижний  | 1537             | 0              | 0             | 1537                 |
| 18 | Кульп               | 2679             | 0              | 2679          | 0                    |
| 19 | Кущи                | 3435             | 0              | 0             | 3435                 |
| 20 | Кямарли             | 1514             | 0              | 0             | 1514                 |
| 21 | Михайловка          | 3190             | 3190           | 0             | 0                    |
| 22 | Погос-Килиса        | 1785             | 0              | 1785          | 0                    |
| 23 | Салахлы верхний     | 3030             | 0              | 0             | 3030                 |
| 24 | Салахлы нижний      | 2669             | 0              | 0             | 2669                 |
| 25 | Узунтала            | 3555             | 0              | 3555          | 0                    |
| 26 | Учасу               | 2150             | 0              | 2150          | 0                    |
| 27 | Хатунлы             | 1510             | 0              | 0             | 1510                 |
| 28 | Шихилы 1-е          | 2400             | 0              | 0             | 2400                 |
| 29 | Шихилы 2-е          | 1867             | 0              | 0             | 1867                 |